# Fehér Gáspár
Fehér Gáspár (Budapest, 1989. február 19. –)[forrás?] magyar író, forgatókönyvíró. 2016-ban diplomázott a Színház- és Filmművészeti Egyetemen.

## Filmográfia

### Játékfilmek[2]
- #Sohavégetnemérős (2016)
- Nagykarácsony (2021)

### Tévésorozatok[2]
- Oltári csajok (2017)
- Bátrak földje (2019)
- Mellékhatás (2020-2023)
- Apatigris (2022)

### Színházi munkák
- Magyar Nátha (2018)[3]
- Irodai patkányok (2020)[4]

## Díjai
- Örkény István drámaírói ösztöndíj (2024)